# Cartirana
Cartirana es una localidad española perteneciente al municipio de Sabiñánigo, en el Alto Gállego, provincia de Huesca, Aragón.

## Ubicación
Cartirana se asienta a dos kilómetros de Sabiñánigo en dirección noroeste, aprovechando una amplia corona, similar a las de su entorno, y a una altitud de 857 m s. n. m.

## Historia
Ubieto da cuenta de que  su topónimo en la Edad Media es "Cartirana" o "Castillana".
El lugar aparece documentado por primera vez en el año 1100 en el testamento de un hombre llamado April que decía tener en la localidad «meschinos» (siervos de la gleba) y un «palacio». También aparece en documentos del siglo XII en los que se citan propiedades de los monasterios de Fanlo y Montearagón en el término de Cartirana. 
A finales del siglo XV había ocho "fuegos" (hogares) en el lugar, habiéndose reducido a  cinco fuegos y 30 habitantes a mediados del siglo XIX. En 1981 la población censada era de 51 personas. 
En sus orígenes Cartirana fue sobrecollida, vereda y corregimiento de Jaca hasta que creó su propio municipio en 1834. En 1845 se unió a las cercanas poblaciones de Aurín y Borrés, y entre 1930 y 1940  estuvo vinculada a la de Larrés. En la actualidad todas estas poblaciones están integradas en el municipio de Sabiñánigo.

### sigloXIX: Sociedad y economía
Pascual Madoz en el tomo sexto de su Diccionario Geográfico publicado en 1846 ofrece una breve pero significativa descripción de Cartirana, a la que presenta como un pequeño poblado, con tan solo cinco casas ocupadas, apartado de las vías de comunicación y con una economía de subsistencia.
Describe su situación “en una llanura combatida por todos los vientos, especialmente los del norte, que algunas veces ocasionan enfermedades intermitentes y afecciones de pecho [...];  el terreno, aunque llano, es generalmente árido y de poca producción; es muy escaso de montes poblados, de manera que tienen los vecinos que surtirse de leña de los inmediatos, y también escasea en yerbas de pasto. Por los confines de su término pasar el río Aurin, que riega algunos huertecillos. Los caminos son locales y se hallan en regular estado".
En lo que concierne a su economía, precisa que "produce trigo, centeno, cebada, avena, lino, cáñamo, judías, patatas y verduras. Cría algún ganado lanar. Caza perdices y conejos y pesca truchas, barbos y anguilas [...]. Industria y comercio: una y otro se reduce al cambio de algunas de sus producciones por los artículos que faltan".

## Demografía
| Gráfica de evolución demográfica de Cartirana entre 1842 y 1960 |
| |
| Población de derecho según los censos de población del INE Población de hecho según los censos de población del INEEntre el censo de 1857 y el anterior, crece el término del municipio porque incorpora a Aurín y Borrés Entre el censo de 1940 y el anterior, crece el término del municipio porque incorpora a Larrés Entre el censo de 1960 y el anterior, disminuye el término del municipio porque transfiere una parte al municipio Sabiñánigo Entre el censo de 1970 y el anterior, este municipio desaparece porque se integra en el municipio Sabiñánigo |

| Datos                | 1842 | 1857 | 1860 | 1877 | 1887 | 1897 | 1900 | 1910 | 1920 | 1930 | 1940 | 1950 | 1960 | 1970 | 1981 | 1991 | 2001 |
| -------------------- | ---- | ---- | ---- | ---- | ---- | ---- | ---- | ---- | ---- | ---- | ---- | ---- | ---- | ---- | ---- | ---- | ---- |
| Población de Hecho   | ..   | 266  | 263  | 262  | 277  | 255  | 277  | 248  | 277  | 342  | 474  | 516  | 308  | ..   | ..   | ..   | ..   |
| Población de Derecho | 74   | ..   | ..   | 262  | 284  | 241  | 269  | 264  | 256  | 334  | 487  | 493  | 311  | ..   | ..   | ..   | ..   |
| Hogares              | 12   | 39   | 39   | 60   | 73   | 63   | 68   | 66   | 64   | 53   | 76   | 128  | 66   | ..   | ..   | ..   | ..   |

| 2000 | 2001 | 2002 | 2003 | 2004 | 2005 | 2006 | 2011 | 2021 |
| ---- | ---- | ---- | ---- | ---- | ---- | ---- | ---- | ---- |
| 42   | 42   | 45   | 41   | 44   | 49   | 49   | 52   | 36   |

## Arquitectura

### Popular
Sus calles siguen un trazado irregular y el pueblo se encuentra muy modernizado en sus viviendas, siendo pocos los elementos que dejan entrever la antigua arquitectura popular; pese a ello, destacan en el conjunto urbano «Casa Ubieto» y «Casa Pablo» con sus portaladas adinteladas y "Casa Latas" con la puerta adovelada. Por otro lado, «Casa Escolano» muestra las mejores características de la arquitectura popular serrablesa como la chimenea troncocónica, las ventanas enmarcadas en cal y el típico horno.

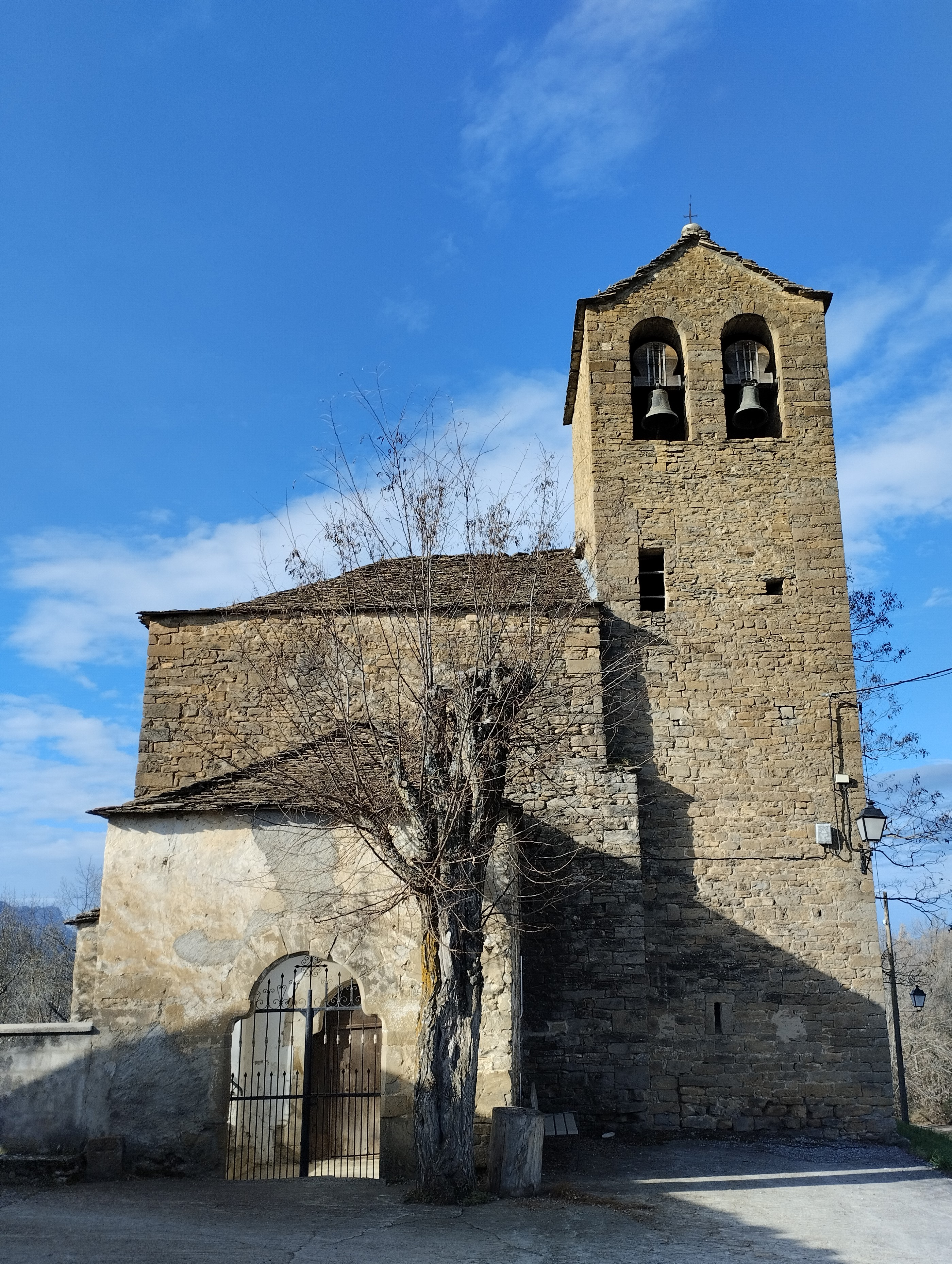
Parroquia de San Martín

### Iglesia parroquia de San Martín
La antigua parroquia perteneció al arciprestazgo de Ahornes, tamibén aparece citada entre las pertenecientes al arcedianato de Cámara. Está dedicada a san Martín, siendo su imagen la que presidía el único altar existente en 1499. En esa época la iglesia tenía cálices de plata y nueve códices litúrgicos.
Inicialmente hubo un templo románico, que construcciones posteriores han hecho desaparecer prácticamente. El edificio actual, construido con mampostería enlucida, tiene planta rectangular dividida en tres tramos, cabecera recta y bóveda de cañón con lunetos. 
Debajo del coro se encuentrauna una puerta que da acceso al coro y la torre. Es de arco de medio punto formado por dovelas, con impostas salientes en bisel que forman un arco de  herradura, al estilo del mozárabe del Gállego
El acceso se encuentra en el muro este, consta de un pequeño pórtico con bóveda de arista, su puerta y la que da paso a la iglesia son de inspiración gótica, con arcos que se asemejan a los conopiales.
En el interior la cabecera está ocupada por un retablo barroco, de madera dorada, con una sola hornacida en la que se encuentra la imagen del santo titular del templo, san Martín. A la altura del crucero se abren dos pequeñas capillas con retablos del mismo estilo que el principal. La decoración de muros y bóveda es de estilo neoclásico. 
La torre está adosada al muro norte, es de mampostería, modesta por su porte y semejante a las construidas en el entorno a partir del gótico. Los dos vanos que albergan las campanas se abren en el muro este. En el lado sur de la iglesia se sitúa el cementerio.

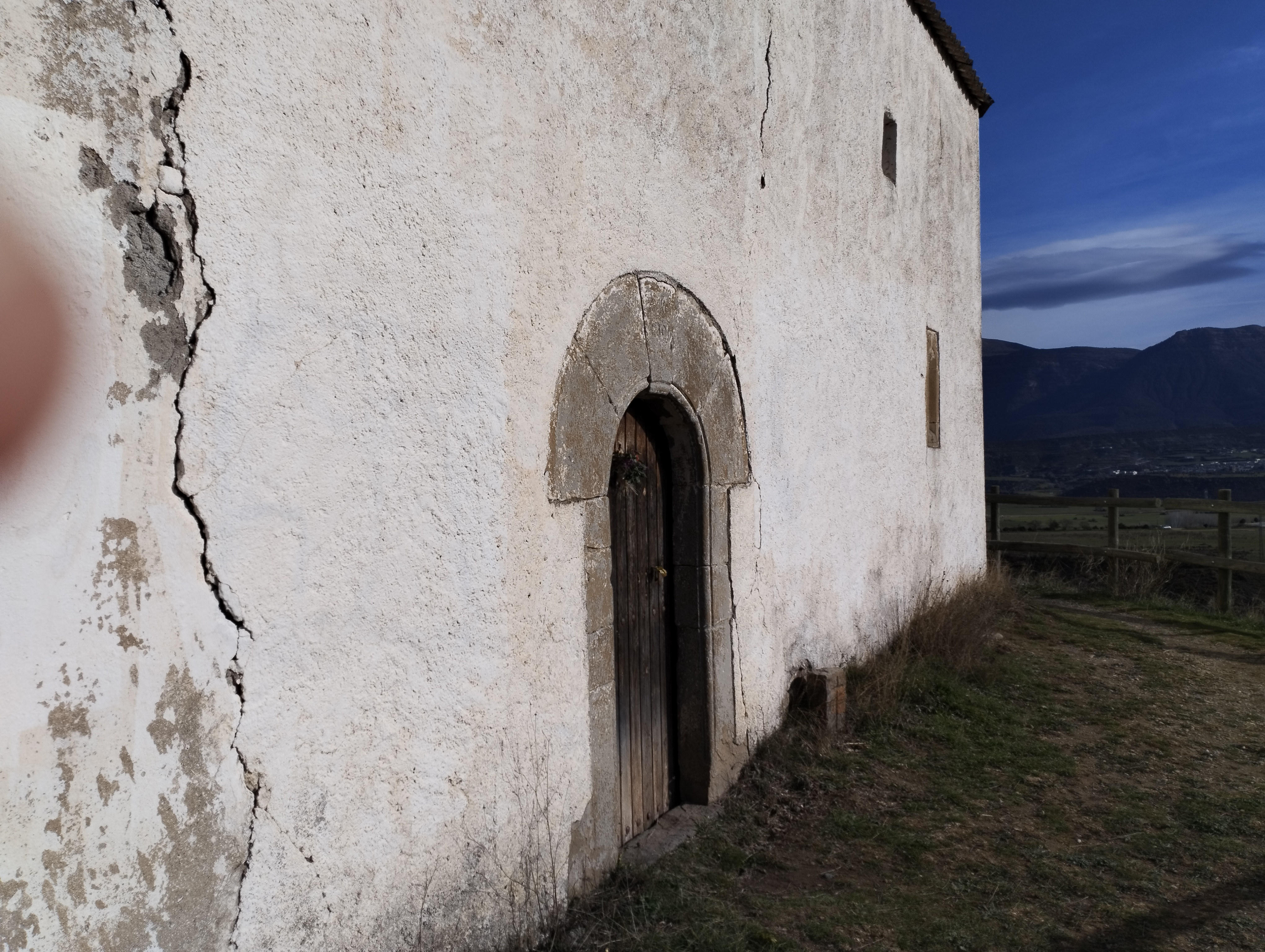
Ermita de Santa Lucía

### Ermita de Santa Lucía
Situada en un altozano, cerca de la población, se encuentra la ermita dedicada a santa Lucía. Está construida con mampostería y enlucida con cemento, tiene una nave de planta rectangular y cabecera recta. La puerta se abre en el muro sur, tiene arco de medio punto y en la clave del arco aparece la inscripción: "Año 1701". Tiene dos estrechas ventanas, en el muro sur y en el este. Se restauró en 1981 y su entorno,una explanada con vista a Sabiñánigo, se encuentra acertadamente urbanizado, con mesas y otros elementos.
Tiene un retablo barroco y coro elevado a los pies del templo. La romería se celebra el 13 de diciembre.

### Fuentes, lavadero y abrevadero

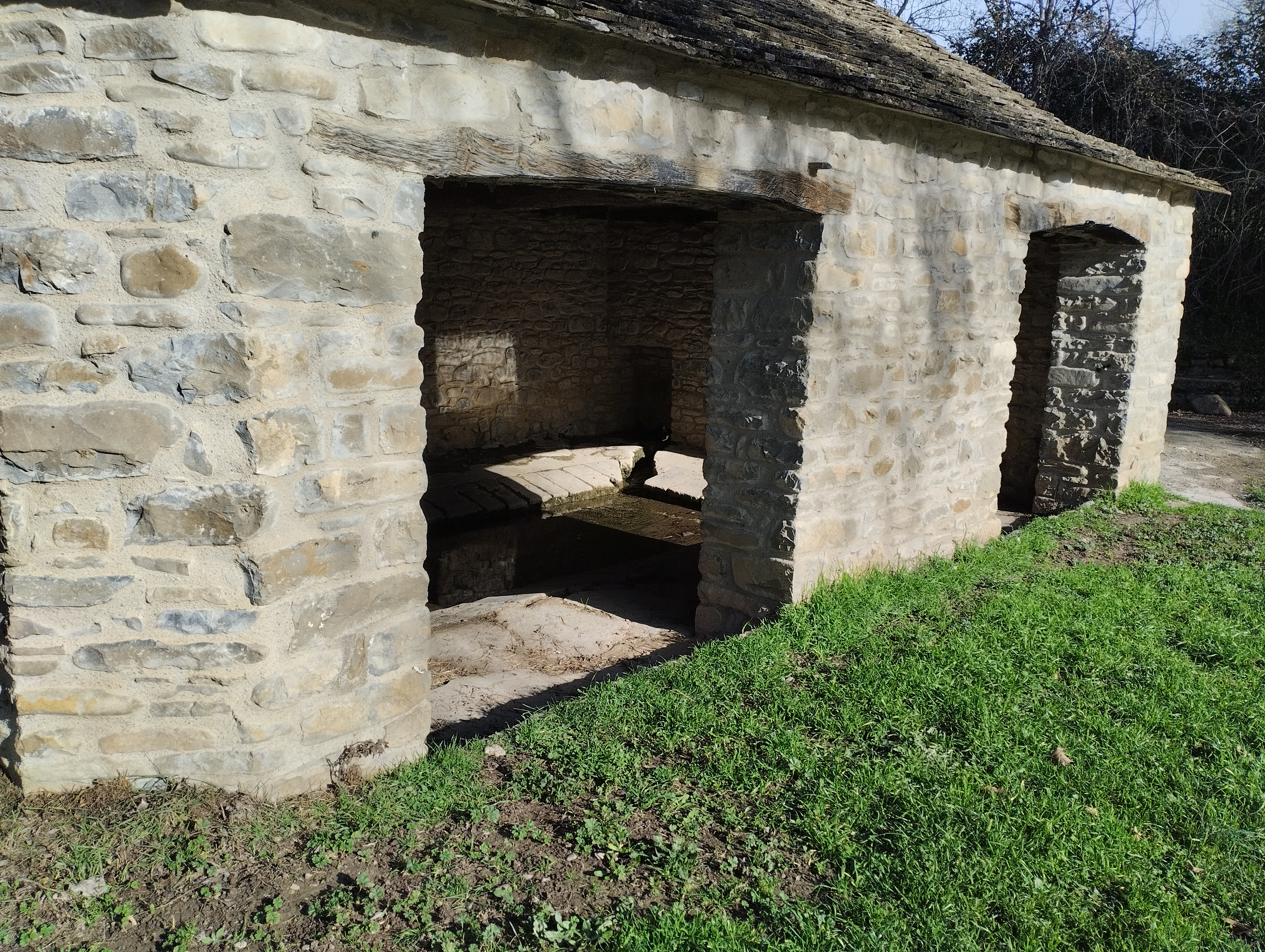
Lavadero

## Galería de imágenes

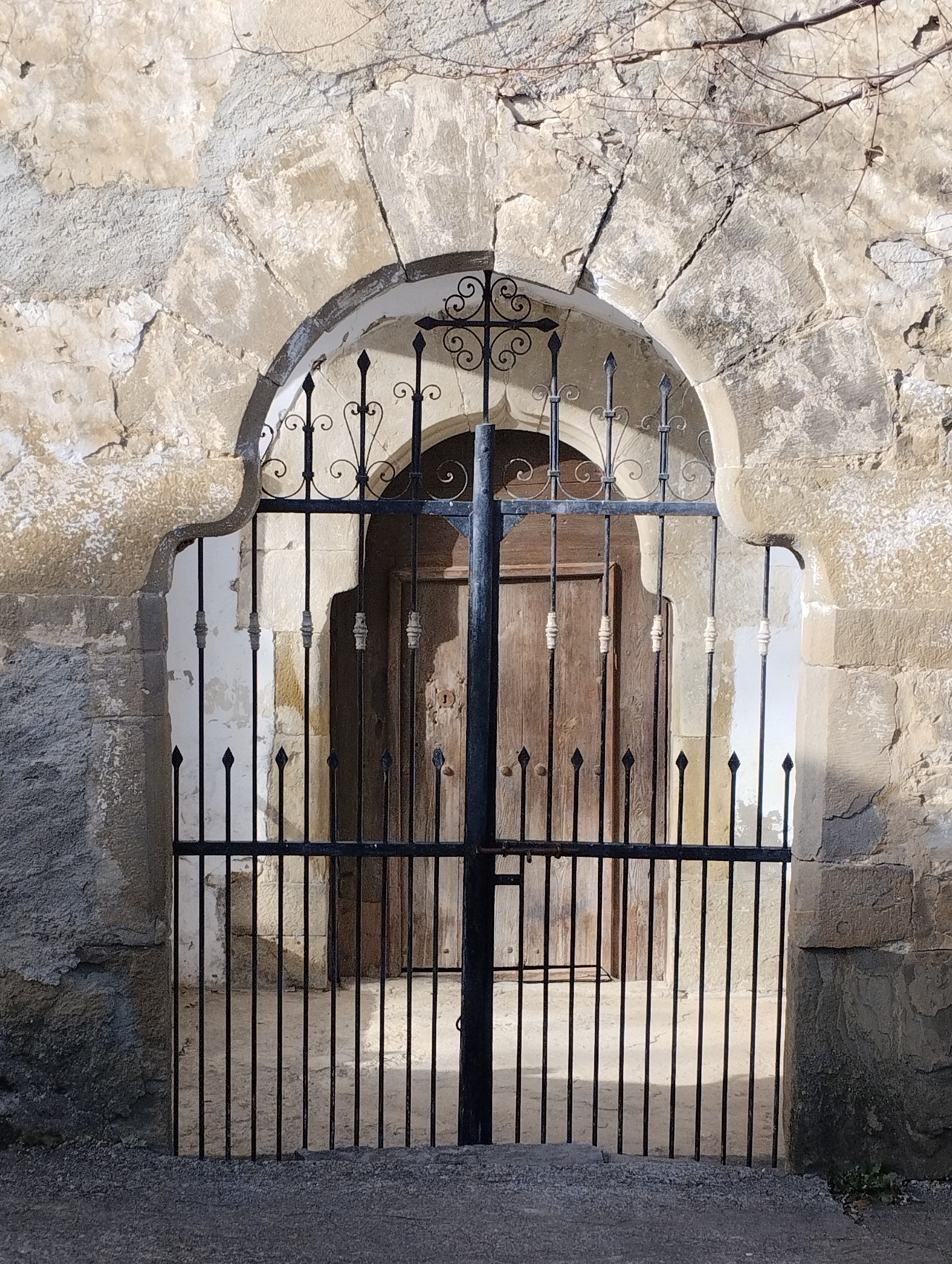
Porche y puerta de entrada a la iglesia
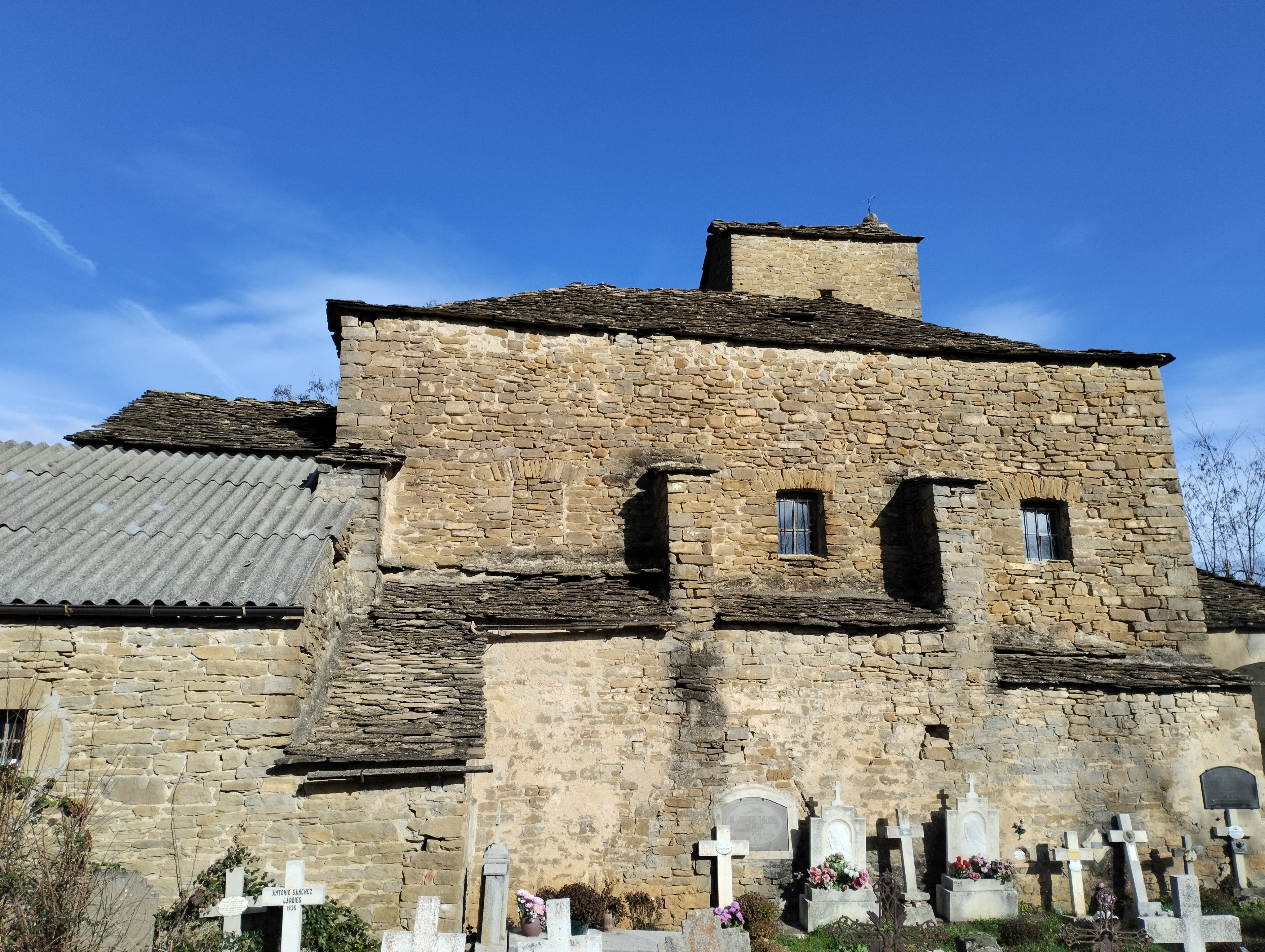
Cementerio en el muro sur de la iglesia
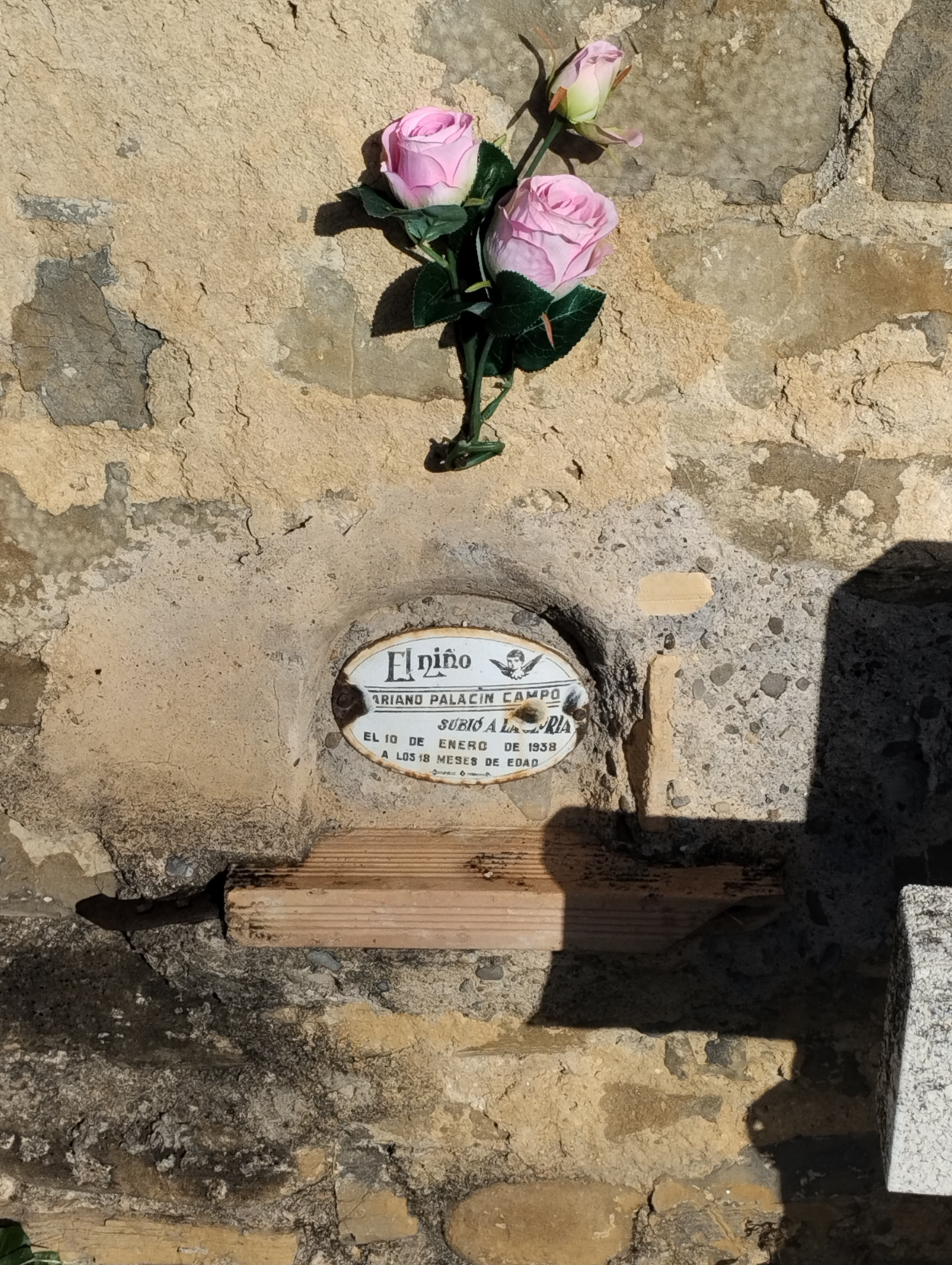
Placa funeraria en el cementerio
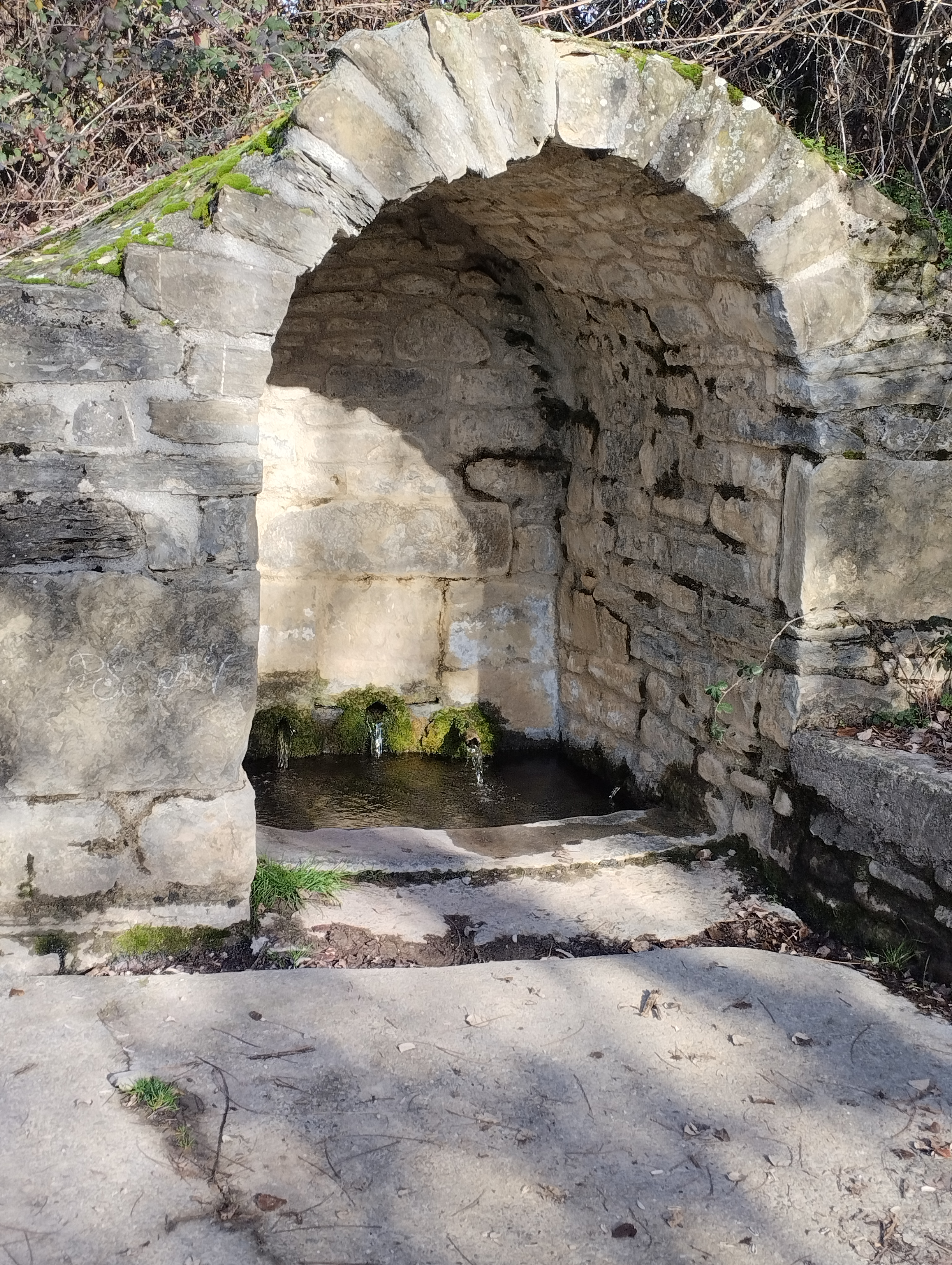
Fuente
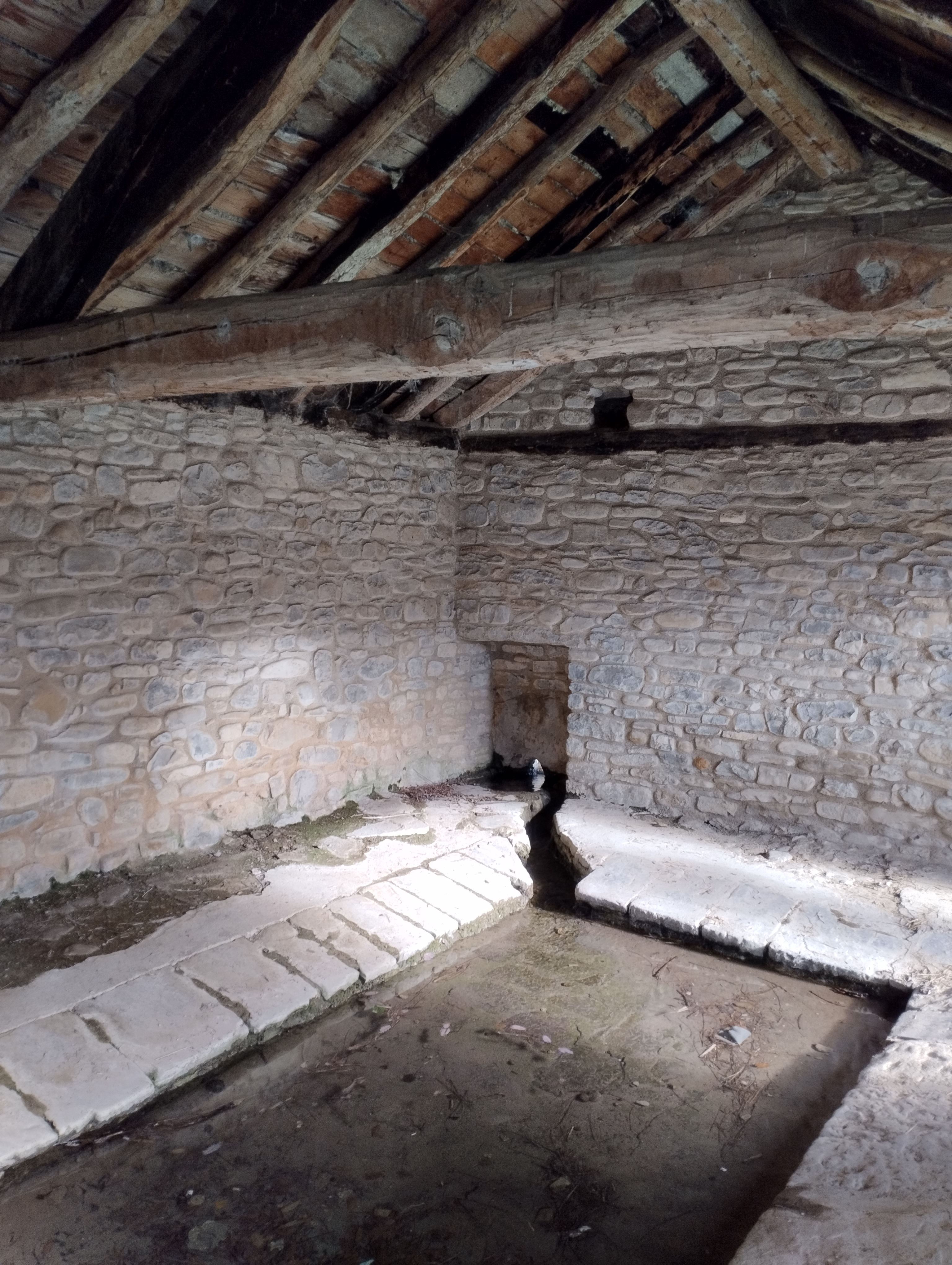
Lavadero